# Waghoba

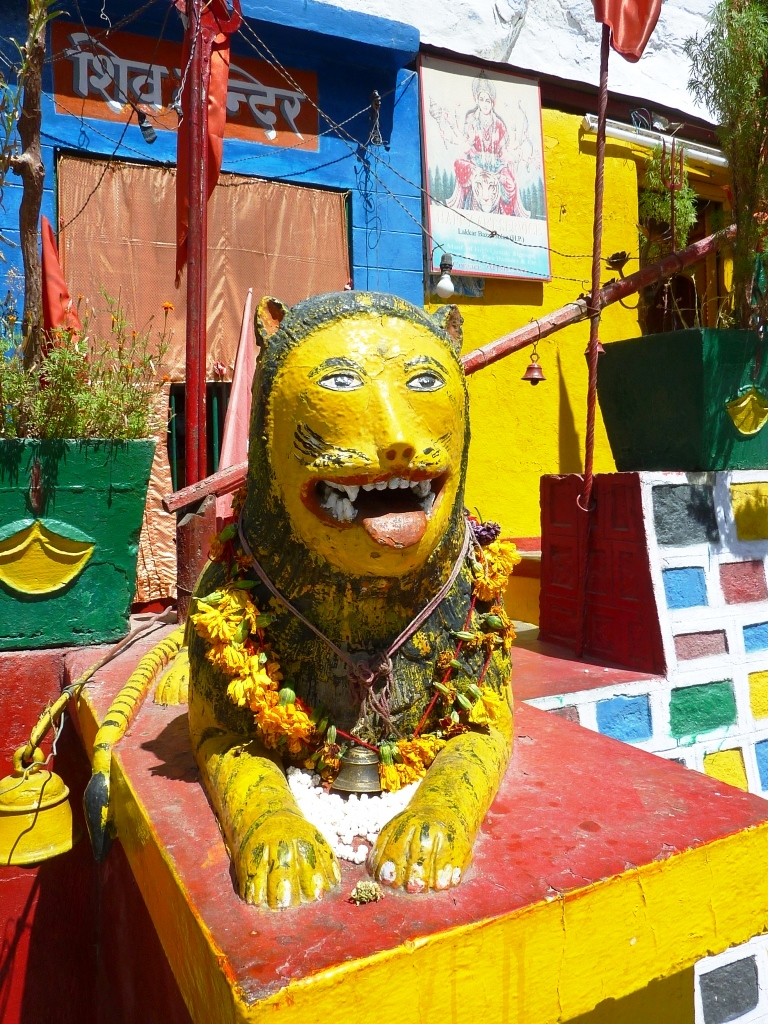
Tượng thần hổ Waghoba trước lối vào trong một ngôi đền thờ Hindu từ con đường Key tới Nako, Spiti, Ấn Độ

Waghoba (tiếng Marathi: वाघोबा) là một vị thần hổ (hay thần báo) cổ xưa được một số bộ lạc ở Ấn Độ tôn thờ trong nhiều thế kỷ. Tùy thuộc vào từng khu vực và từng vùng miền tín ngưỡng địa phương ở Ấn Độ mà vị thần này được tạc tượng trong dáng vẻ một con hổ hoặc một con báo hoặc là một vị thần có thể có cả hai hình thức lưỡng hợp. Có nhiều đền thờ đã được lập nên để thờ phượng kính ngưỡng vị thần Waghoba này trên khắp Ấn Độ. Các bộ tộc ở Ấn Độ bao gồm Bhaina, Bharia, Bhatra, Dangis, Gond, Gosain, Kol, Korku, Koshti, Velip và Warli, là những người sùng bái Waghoba/Bagheshwar. Tất cả họ đều mang trong tâm niệm một lòng tôn kính sâu sắc đối với vị thần và có niềm tin mãnh liệt sâu sắc về sự linh thiêng này trong nhiều thế hệ.

## Tên gọi
Danh xưng "Waghoba" là sự kết hợp của hai từ tiếng Marathi là "wagh" và "ba", trong đó "Wagh" có nghĩa là hổ và "ba" là một hậu tố phổ biến để chỉ sự tôn trọng, kính ngưỡng, hay nói gọn thì Waghoba là vị Thần hổ hay Ngài hổ. Vị thần được gọi bằng nhiều tên khác nhau ở các vùng khác nhau của Ấn Độ. Các tên gọi khác của vị thần này bao gồm "Waghya Dev/Wagh Dev", trong đó "Dev" có nghĩa là vị thần, ngoài ra còn tên gọi "Waghro" được sử dụng ở các vùng của Maharashtra và Goa; và vị thần hổ này còn có tên gọi là khác là Bagheshwar, tôn xưng này là sự kết hợp của các từ tiếng Hindi là "Bagh" (hổ) và "Ishwar" (thần).

## Hình tượng
Tượng thần Waghoba có hình dạng của một con mèo lớn. Thường được chạm khắc bằng đá hoặc gỗ, tượng đôi khi được trang trí bằng sơn màu đỏ son và có thể đi kèm với các biểu tượng tôn giáo tương ứng như biểu tượng rắn hổ mang, mặt trời và mặt trăng. Tượng thần thường được tìm thấy trong các ngôi đền nhỏ dành riêng cho việc thờ phượng thần Waghoba nhưng cũng có thể được tìm thấy trong các ngôi đền lớn hơn dành riêng cho các vị thần khác. Trong các ngôi đền thờ lớn hơn, tượng thần Waghoba thường được tìm thấy bên cạnh tượng thần của vị thần chính (chánh thờ) và do đó thần Waghoba được coi là một Vahana (thần thú cưỡi) của vị chánh thần. Nhiều tượng thần Waghoba có tuổi đời hàng trăm năm nhưng vẫn được các cộng đồng người Ấn Độ thường xuyên thờ cúng. Những cộng đồng này tin tưởng mãnh liệt rằng thần Waghoba sẽ bảo vệ họ và bảo hộ cho những khu rừng rậm và rừng già. 

## Nghi lễ

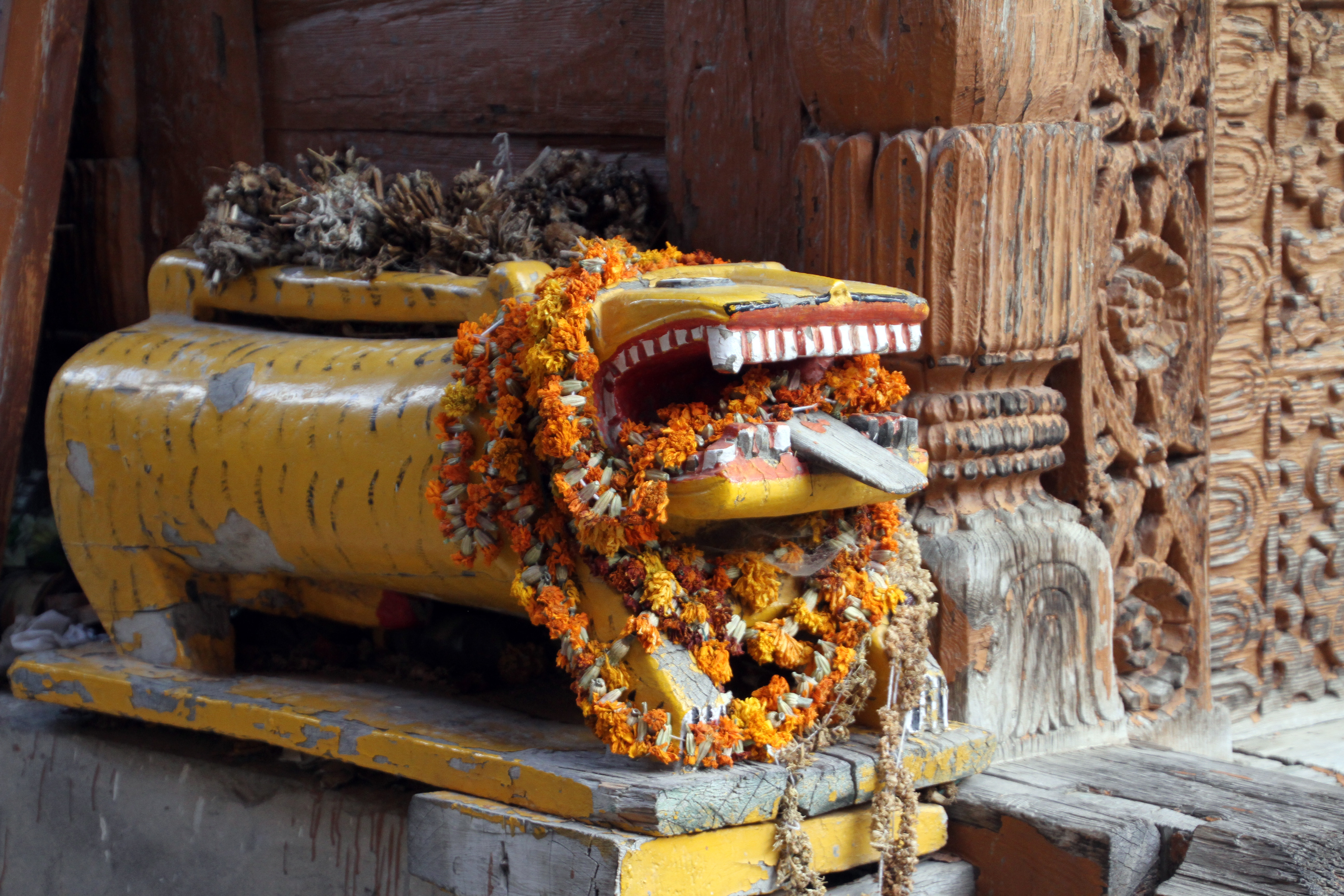
Đeo vòng hoa cho tượng thần hổ

Nghi lễ thờ cúng được thực hiện theo các hình thức sự thể khác nhau tùy thuộc vào từng vùng của Ấn Độ. Ở quận Thane của Maharashtra, một số làng thực hiện nghi lễ mỗi năm một lần vào lễ Kartik Barshi, diễn ra sau lễ Diwali mười hai ngày, theo lịch Hindu. Buổi lễ được thực hiện dưới sự chủ tế một Bhagat vốn một người được cho là bị thần ám (hay thần nhập vào). Chỉ có đàn ông từ các làng mới tham dự các nghi lễ. Bhagat bôi một Tilak (một vết trên trán) lên tượng Waghoba và dâng lên Prasad (lễ vật dâng lên vị thần sau này được phân phát cho những người sùng đạo). Vào buổi tối, dân làng nhảy múa ca ngợi Waghya Dev. Một Toran (dây hoa) được buộc xung quanh toàn bộ ngôi làng để ngăn chặn sự xâm nhập của những con báo hoang từ làng khác.
Còn ở vùng Goa, vị thần này được gọi là Waghro. Tại bang Goa có một vài đền thờ các vị thần với các thần tượng có tuổi đời hàng thế kỷ. Tại làng Goan, Vagragal thì vị thần được cộng đồng Velip tôn thờ hai lần một năm: hai ngày sau Ashadi Poornima, thường diễn ra vào tháng Bảy, và hai ngày sau Holi Poornima, thường diễn ra và tổ chức vào tháng Ba. Buổi lễ kéo dài một giờ được lên kế hoạch vào lúc 8 giờ tối vì dân làng tin rằng các hoạt động của Waghro bắt đầu vào thời điểm đó. Toàn bộ ngôi làng tập trung tại nơi Waghro để chứng kiến các nghi lễ.
Nghi lễ long trọng này bắt đầu bằng việc bôi dầu cho tượng thần và đặt bông hoa Anant lên đó vì người ta tin rằng vị thần rất thích loài hoa này. Khi không có hoa, lá và cành Anant cũng được dùng để thay thế. Các lễ vật nhỏ dâng cho thần gồm gạo và thịt (có thể là lợn rừng) được đặt trên lá chuối, rồi được bài trí, sắp xếp cụ thể xung quanh tượng. Dừa được bẻ trước mặt tượng thần. Một số được đặt bên cạnh như một lễ vật và một số sau đó được phân phát cho những người sùng đạo với tên gọi Prasad. Sau đó, theo navas (khấn niệm dâng lễ vật để sau khi thần nhận lễ thì sẽ phù hộ), một số gia đình sẽ chặt đầu gà trống để dâng lên cho vị thần. Nghi thức kết thúc với việc thầy cúng cầu nguyện cho sự an lành và bình an của dân làng.

## Nhận thức

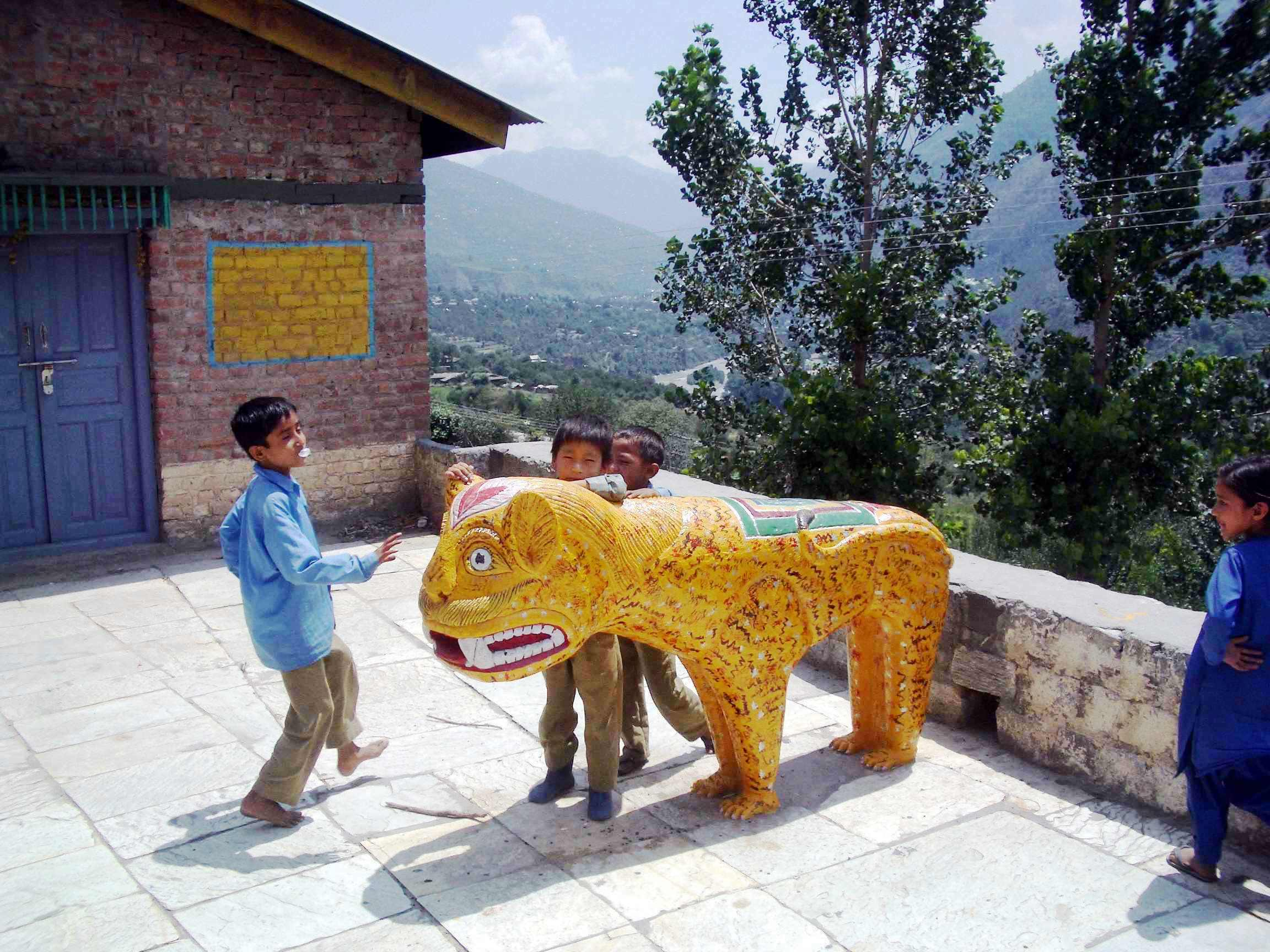
Những trẻ em đang chơi đùa trước tượng thần Waghoba tại ngôi đền Manali

Những người dân chung sống với những con mèo lớn có nhận thức riêng của họ về các loài vật, một số nhận thức là đúng đắn về mặt khoa học trong khi một số khác là hoang đường và mê tín. Tuy nhiên, điều cực kỳ quan trọng là cách mọi công nhận những con mèo lớn trong không gian văn hóa và vật thể của họ và thể hiện sự trân trọng, thân thiện. Một nghiên cứu ở khu vực Maharashtra và Goa, nơi có đền thờ Waghoba cho thấy mọi người trong cộng đồng có hiểu biết đáng kể về tập tính sinh học và hành vi của báo hoa mai trong khu vực của họ sinh sống.
Chẳng hạn như những nhận thức cơ bản rằng báo hoa mai con được sinh ra một lần trong hai năm, chúng ở với mẹ của chúng, mỗi con báo đề có lãnh thổ riêng và đánh dấu lãnh thổ bằng mùi hương nước tiểu, chúng sống về đêm và chúng có thể leo lên cây một cách dễ dàng. Mặt khác, họ cũng tin rằng con báo sẽ xua đi điềm xấu. Một khi nó nếm máu người, nó sẽ trở thành kẻ ăn thịt người và là những kẻ ăn thịt người là những sinh vật khổng lồ (thậm chí khi chúng đã thành tinh thì còn to lớn hơn cả con hổ). Đây là những huyền thoại nhưng có lẽ là cách mà mọi người trong tâm niệm của mình đang thể hiện sự lôi kéo, thỏa hiệp thương lượng không gian sinh sống của họ với những con mèo lớn này.